# الحصن (إب)

تعديل مصدري - تعديل

الحصن هي إحدى قرى عزلة ريمان بمديرية إب التابعة لمحافظة إب، بلغ تعداد سكانها 821 نسمة حسب تعداد اليمن لعام 2004.